# Фойльнер, Маркус
Ма́ркус Фо́йльнер (нем. Markus Feulner; 12 февраля 1982, Шеслиц, ФРГ) — немецкий футболист, полузащитник.

## Карьера
В 15 лет Маркус переехал в футбольную школу «Баварии» из академии бамбергского «Айнтрахта». С 18 лет стал играть за вторую команду «Баварии», где смог стать игроком основы. 31 октября 2002 года дебютировал в составе мюнхенцев, причём дебют выпал на выездной матч группового этапа Лиги чемпионов против пражской «Спарты», закончившемся победой «Баварии» со счётом 1:0. Маркус вышел в основном составе и провёл на поле весь матч. Дебют же в Бундеслиге выпал на 22 февраля 2002 года. В тот день проходил поединок против «Энерги», который мюнхенцы уверенно выиграли со счётом 6:0, Маркус вышел на поле на 65-й минуте, заменив Штефана Эффенберга.
Но заиграть в «Баварии» Маркус так и не смог. В январе 2004 года Маркус отправился играть в «Кёльн», с которым мюнхенцы имели неплохие деловые связи. Сезон 2004/05 «козлы» начинали во Второй Бундеслиге, а по итогам первенства вышли в первую. Маркус принял участие в возвращении красных, но сыграл всего в 13 матчах.
Летом 2006 года «Кёльн» решил избавиться от нестабильного игрока и продал его в «Майнц 05», где Фойльнер наконец-то раскрылся. Не сумев спасти в первом своём сезоне клуб от вылета, он неплохо провёл два последующих сезона во второй Бундеслиге.
Летом 2009 года Фойльнер перешёл в дортмундскую «Боруссию». И первый сезон сразу же стал неудачным: он провёл в нём всего две игры. Летом 2010 года появились слухи о том, что он покидает команду.
В 2011 году Маркус перешёл в «Нюрнберг», подписав контракт до 2013 года. В своём первом официальном матче за новый клуб Фойльнер оформил хет-трик в ворота билефельдской «Арминии» в первом раунде Кубка Германии. 6 августа 2011 года он дебютировал за «Нюрнберг» в Бундеслиге в выездной встрече с берлинской «Гертой» (1:0). В январе 2013 года Фойльнер продлил контракт до 2015 года.
26 мая 2014 года Маркус ушёл из вылетевшего во Вторую Бундеслигу «Нюрнберга» и подписал контракт с «Аугсбургом» до 2016 года, впоследствии контракт был продлен еще на один год. С 2017 по 2019 год выступал за вторую команду «Аугсбурга». С 2019 года начал тренерскую карьеру, оставшись в «Аугсбурге» в качестве помощника тренера молодежной команды.

## Достижения
«Бавария»
- Чемпион Германии: 2002/03
- Бронзовый призёр Бундеслиги: 2001/02
- Обладатель Кубка Германии: 2002/03

«Боруссия» (Дортмунд)
- Чемпион Германии: 2010/11